# نظام الدفع الكهربائي المتقدم
نظام الدفع الكهربائي المتقدم هو نظام الدفع الكهربائي بالطاقة الشمسية للمركبات الفضائية التي يتم تصميمها وتطويرها واختبارها بواسطة ناسا وإيروجيت روكيتدين للقيام بمهام علمية واسعة النطاق والنقل.